# Mas-Saint-Chély
Mas-Saint-Chély település Franciaországban, Lozère megyében. Lakosainak száma 102 fő (2022. január 1.). Mas-Saint-Chély Hures-la-Parade, La Malène és Gorges du Tarn Causses községekkel határos.

## Népesség
A település népességének változása:
| Lakosok száma | 174  | 107  | 104  | 126  | 127  | 119  | 113  | 107  | 105  | 102  |
|               | 1968 | 1982 | 1990 | 2006 | 2013 | 2015 | 2017 | 2019 | 2020 | 2022 |